# Radik Schaparow
Radik Schaparow (kasachisch Радик Жапаров; * 29. Februar 1984 in Alma-Ata) ist ein ehemaliger kasachischer Skispringer.

## Werdegang
Schaparow etablierte sich seit der Saison 2006/2007 als unumstrittene Nummer 1 des kasachischen Verbandes. Am 13. März 2007 erreichte er mit Platz elf in Kuopio sein bisher bestes Resultat im Weltcup und zugleich das beste Ergebnis für Kasachstan seit der Auflösung der Sowjetunion. Einige Tage später konnte er mit Platz 14 in Oslo diese Leistung nahezu bestätigen. Einen gewissen Anteil an diesen Erfolgen hatte sicher die Zusammenarbeit mit Joachim Winterlich, der zu dieser Zeit als Trainer in Kasachstan arbeitete.
Im Gesamtweltcup erreichte er 2007 erstmals die Top 50. Mit 55 Punkten wurde er am Ende auf Platz 45 notiert. Zudem stellte er mit 196,5 in Planica einen bis heutige gültigen kasachischen Rekord im Skifliegen auf. Beim Skisprung-Grand-Prix 2007 erreichte er nach guten Ergebnissen den 41. Platz in der Gesamtwertung. Bei den Kasachischen Meisterschaften im Skispringen 2009 in Garmisch-Partenkirchen gewann er am 18. Juli 2009 die Goldmedaille. Im Weltcup gelang ihm bereits seit 2008 kein Punktegewinn mehr, auch in der Saison 2009/10 blieb er ohne Punkte. Beim Sommer-Continental Cup 2010 erreichte er in seiner Heimat Almaty die Plätze sechs und zwölf und belegte am Ende Platz 54 der Gesamtwertung.
Bei den Winter-Asienspielen 2011 in Almaty gewann Schaparow von der Normalschanze die Bronzemedaille. Von der Großschanze wurde er Achter. Mit der Mannschaft Kasachstans gewann er zudem die Silbermedaille im Teamwettbewerb.

## Erfolge
| WC-Saison | WC-Platzierung | Vierschanzentournee |
| --------- | -------------- | ------------------- |
| 2007/08   | 46.            | 61.                 |
| 2006/07   | 45.            | 57.                 |
| 2005/06   | 75.            | -                   |
| 2004/05   | 70.            | 73.                 |
| 2003/04   | 74.            | 68.                 |

### Grand-Prix-Platzierungen
| Saison | Platz | Punkte |
| ------ | ----- | ------ |
| 2007   | 41.   | 051    |
| 2009   | 78.   | 001    |
| 2015   | 70.   | 013    |